# Lutas nos Jogos Olímpicos de Verão de 2024 - Greco-romana até 67 kg masculino
A categoria greco-romana até 67 kg masculino das lutas nos Jogos Olímpicos de Verão de 2024 foi realizada no Grand Palais Éphémère em Paris, França, em 7 e 8 de agosto de 2024. Um total de 16 lutadores, cada um representando um Comitê Olímpico Nacional (CON), participaram do evento.

## Qualificação
Dezesseis vagas de cota estavam disponíveis, com cada CON restrito a no máximo uma vaga. Foram atribuídas cinco vagas no Campeonato Mundial de Luta de 2023, entre 16 e 24 de setembro em Belgrado, na Sérvia. Os finalistas de cada categoria nos quatro torneios de qualificação continentais (Ásia, Europa, Américas e o combinado África e Oceania) também receberam vagas de cota. O restante das vagas foi alocado no Torneio de Qualificação Olímpica de 2024, oferecendo um mínimo de três cotas.

## Calendário
Horário local (UTC+2)
| Data                | Horário | Fase                |
| ------------------- | ------- | ------------------- |
| 7 de agosto de 2024 | 11:00   | Fases eliminatórias |
| 7 de agosto de 2024 | 18:15   | Semifinais          |
| 8 de agosto de 2024 | 11:00   | Repescagem          |
| 8 de agosto de 2024 | 18:15   | Finais              |

## Medalhistas
| Ouro   | IRI Saeid Esmaeili               |
| Prata  | UKR Parviz Nasibov               |
| Bronze | AZE Hasrat Jafarov CUB Luis Orta |

## Resultados
A competição foi realizada em dois dias até a definição dos medalhistas:
Legenda
- F — Vitória por queda.

### Chave principal
|  | Oitavas de final             | Oitavas de final             | Oitavas de final |  |  | Quartas de final     | Quartas de final     | Quartas de final   |    |                     | Semifinais          | Semifinais         | Semifinais |  |  | Final | Final | Final |
|  |                              |                              |                  |  |  |                      |                      |                    |    |                     |                     |                    |            |  |  |       |       |       |
|  | AZE Hasrat Jafarov           | AZE Hasrat Jafarov           | 9                |  |  |                      |                      |                    |    |                     |                     |                    |            |  |  |       |       |       |
|  | EGY Mohamed Ibrahim El-Sayed | EGY Mohamed Ibrahim El-Sayed | 0                |  |  | AZE Hasrat Jafarov   | AZE Hasrat Jafarov   | 3                  |    |                     |                     |                    |            |  |  |       |       |       |
|  | CHI Néstor Almanza           | CHI Néstor Almanza           | 0                |  |  | MDA Valentin Petic   | MDA Valentin Petic   | 1                  |    |                     |                     |                    |            |  |  |       |       |       |
|  | MDA Valentin Petic           | MDA Valentin Petic           | 4                |  |  |                      |                      |                    |    | AZE Hasrat Jafarov  | AZE Hasrat Jafarov  | 3                  |            |  |  |       |       |       |
|  | KGZ Amantur Ismailov         | KGZ Amantur Ismailov         | 12               |  |  |                      | UKR Parviz Nasibov   | UKR Parviz Nasibov | 3  |                     |                     |                    |            |  |  |       |       |       |
|  | GEO Ramaz Zoidze             | GEO Ramaz Zoidze             | 1                |  |  | KGZ Amantur Ismailov | KGZ Amantur Ismailov | 6                  |    |                     |                     |                    |            |  |  |       |       |       |
|  | UKR Parviz Nasibov           | UKR Parviz Nasibov           | 3                |  |  | UKR Parviz Nasibov   | UKR Parviz Nasibov   | 7                  |    |                     |                     |                    |            |  |  |       |       |       |
|  | SRB Mate Nemeš               | SRB Mate Nemeš               | 2                |  |  |                      |                      |                    |    |                     | UKR Parviz Nasibov  | UKR Parviz Nasibov | 5          |  |  |       |       |       |
|  | ARM Slavik Galstyan          | ARM Slavik Galstyan          | 3                |  |  |                      | IRI Saeid Esmaeili   | IRI Saeid Esmaeili | 6  |                     |                     |                    |            |  |  |       |       |       |
|  | ECU Andrés Montaño           | ECU Andrés Montaño           | 2                |  |  | ARM Slavik Galstyan  | ARM Slavik Galstyan  | 3                  |    |                     |                     |                    |            |  |  |       |       |       |
|  | TUN Souleymen Nasr           | TUN Souleymen Nasr           | 1                |  |  | FRA Mamadassa Sylla  | FRA Mamadassa Sylla  | 2                  |    |                     |                     |                    |            |  |  |       |       |       |
|  | FRA Mamadassa Sylla          | FRA Mamadassa Sylla          | 1                |  |  |                      |                      |                    |    | ARM Slavik Galstyan | ARM Slavik Galstyan | 4                  |            |  |  |       |       |       |
|  | IRI Saeid Esmaeili           | IRI Saeid Esmaeili           | 10               |  |  |                      | IRI Saeid Esmaeili   | IRI Saeid Esmaeili | 10 |                     |                     |                    |            |  |  |       |       |       |
|  | ALG Ishak Ghaiou             | ALG Ishak Ghaiou             | 0                |  |  | IRI Saeid Esmaeili   | IRI Saeid Esmaeili   | 9                  |    |                     |                     |                    |            |  |  |       |       |       |
|  | JPN Kyotaro Sogabe           | JPN Kyotaro Sogabe           | 0                |  |  | CUB Luis Orta        | CUB Luis Orta        | 0                  |    |                     |                     |                    |            |  |  |       |       |       |
|  | CUB Luis Orta                | CUB Luis Orta                | 8                |  |  |                      |                      |                    |    |                     |                     |                    |            |  |  |       |       |       |

### Repescagem
|  | Repescagem           | Repescagem           | Repescagem |  | Disputa pelo bronze  | Disputa pelo bronze  | Disputa pelo bronze |  |  |  |  |
|  |                      |                      |            |  |                      |                      |                     |  |  |  |  |
|  | SRB Mate Nemeš       | SRB Mate Nemeš       | 0          |  | KGZ Amantur Ismailov | KGZ Amantur Ismailov | 0                   |  |  |  |  |
|  | KGZ Amantur Ismailov | KGZ Amantur Ismailov | 8          |  | AZE Hasrat Jafarov   | AZE Hasrat Jafarov   | 8                   |  |  |  |  |
|  |                      |                      |            |  |                      |                      |                     |  |  |  |  |
|  | ALG Ishak Ghaiou     | ALG Ishak Ghaiou     | 0          |  | CUB Luis Orta        | CUB Luis Orta        | 7                   |  |  |  |  |
|  | CUB Luis Orta        | CUB Luis Orta        | 9          |  | ARM Slavik Galstyan  | ARM Slavik Galstyan  | 0                   |  |  |  |  |